# 卓娅·科斯莫杰米扬斯卡娅
卓娅·阿纳托利耶芙娜·科斯莫杰米扬斯卡娅（羅馬化：Zoya Anatolʼyevna Kosmodemʼyanskaya；1923年9月13日—1941年11月29日），苏联游击队员，苏联英雄（追授）。她是首位获得这一称号的苏联女性，是苏联時期推崇的女烈士。

## 家庭
「科斯莫杰米扬斯基」这个姓氏由圣徒科斯玛斯和达米安的名字构成（俄罗斯人称他们为科斯玛和杰米扬）。科斯莫杰米扬斯卡家族的成员自17世纪起就担任俄罗斯东正教教会的神父一职。卓娅的祖父圣·皮约特·科斯莫杰米扬斯基在1918年被亵渎神灵的激进分子谋杀。
卓娅（她的名字源于希腊名“佐伊”，意思是“生命”）1923年9月13日出生在距坦波夫州北部不远处的奥西诺维·加伊村（意为山杨林）。她的父亲科斯莫杰米扬斯基·阿纳托利在神学院学习，但没有毕业。后来他担任图书馆管理员。她的母亲柳·科斯莫杰米扬斯卡娅（婚前姓丘里科娃）是一所学校的教师。1925年，卓娅的弟弟亚历山大出生，他后来和姐姐一样也成为了苏联英雄（追授）。1929年，因担心受到迫害，卓娅全家搬到西伯利亚。1930年，他们又移居到莫斯科。卓娅的父亲后来屈死于苏联的“肃反扩大化”。

## 生平
卓娅在学校最喜爱文学，读过托尔斯泰，普希金，莱蒙托夫等人的作品，并有记读书笔记的习惯。
1938年，卓娅参加了苏联共青团。1941年10月，她作为一个在莫斯科二〇一中学读书的高中生主动申请参加游击队，卓娅被分配到西线战斗。这几千人在1941年10月参加了战斗，只有一半幸存。
1941年11月27日，卓娅被派去德国骑兵团驻扎的莫斯科州鲁扎区佩特里谢沃村。她再也没有回来。

## 陣亡

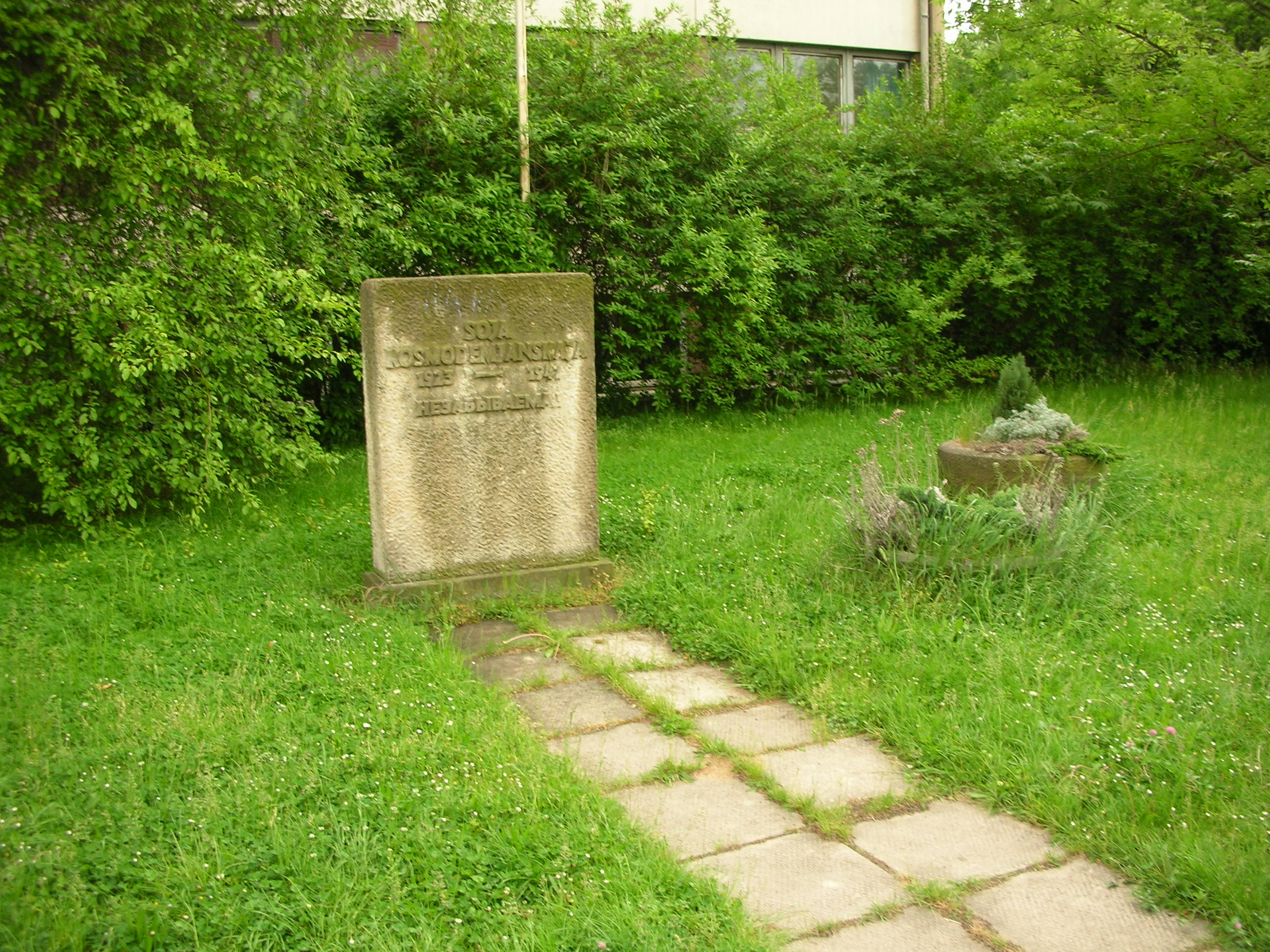
位于德累斯顿的卓娅纪念碑

在佩特里谢沃村，卓娅试图放火烧毁德军马厩。但当卓娅打算放火烧另一座房屋的时候，德国人抓住了她，并把她带到了总部。一个德军指挥员用俄语亲自审讯卓娅，卓娅自称塔尼娅（Таня），并拒绝回答问题，结果她被四个德军士兵用皮带抽打，但她仍然拒绝回答。之后，她被带到一个小木屋，不久有哨兵命令她走出房子到雪地走，她光着脚，只穿着单衣。这名哨兵看守卓娅从晚上10点至凌晨2点，每隔一小时，他都要将她带到外边走15到20分钟。直到下一个替班的哨兵才让她休息。
次日大约上午10时，他们给卓娅胸前挂上写有“纵火犯”字样的木板，带到广场上的绞刑架旁。在刑场四周有十名骑兵，一百多名德国士兵和一些军官，还有一些村民。在那里卓娅被绞死。
卓娅的尸体在绞刑架上吊了一个月，在圣诞节期间，一个醉酒的德国士兵用刀割去了她的左乳房。为了隐瞒罪行，德军指挥员决定将卓娅埋葬。
1942年1月，佩特里谢沃村被苏联军队解放。卓娅被追授为苏联英雄，后被安葬在在莫斯科的新圣女公墓。

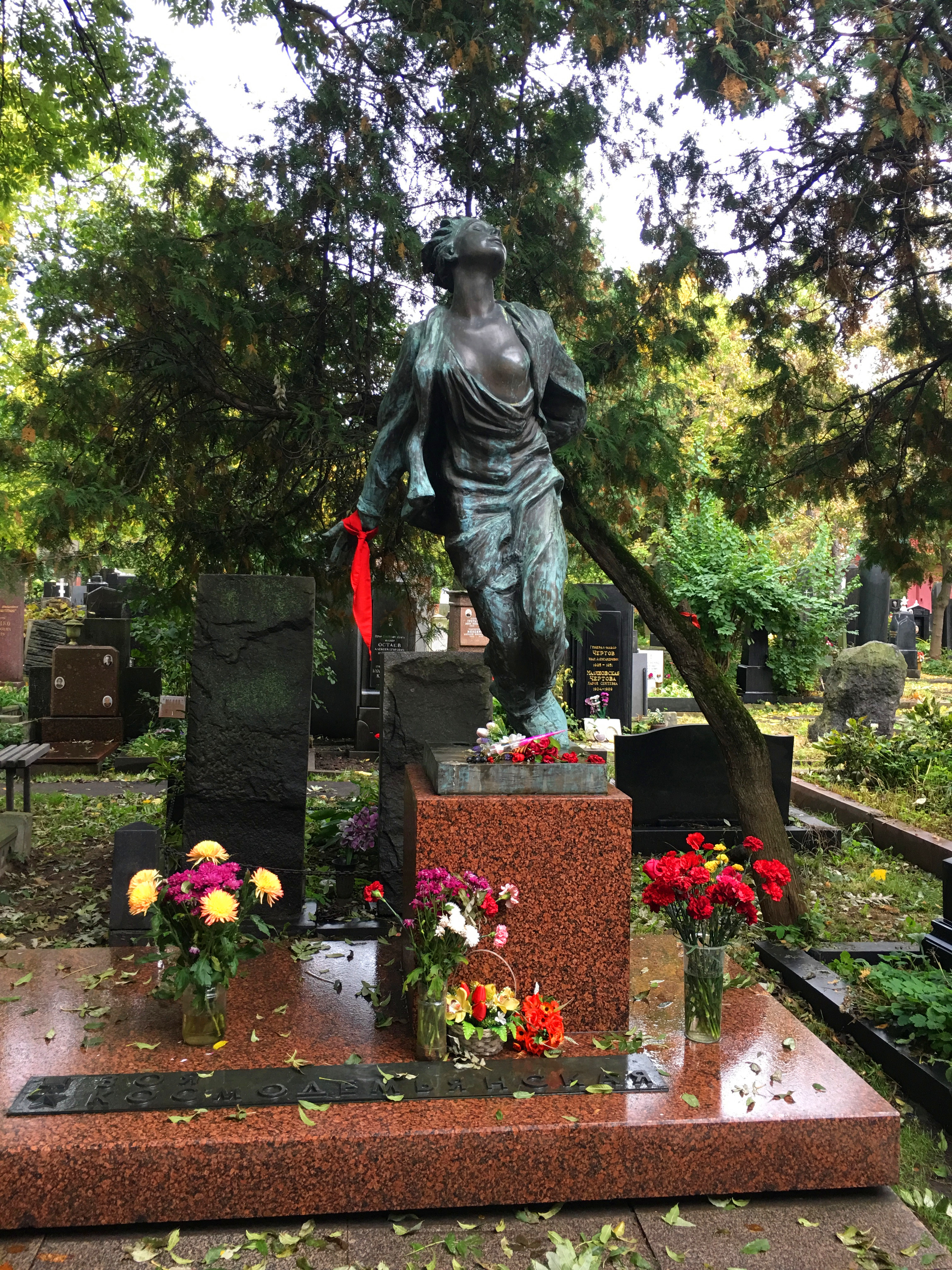
位于新圣女公墓的卓娅墓

## 声望
1942年1月27日，卓娅科斯莫杰米扬斯卡娅的故事被记者彼得·李多夫发表于《真理报》。李多夫曾前往佩特里谢沃村详细了解关于卓娅的故事。同年二月，她被追授为苏联英雄。
许多苏联的街道和集体农庄都以卓娅名称命名。1944年，卓娅的故事拍摄成了电影。苏联政府在佩特里谢沃村不远处为她竖立了荣誉纪念碑，由雕塑家奥列格·安东诺维奇·伊孔尼科夫（俄语：Олег Антонович Иконников）和弗拉基米尔·阿列克谢耶维奇·费奥多罗夫创作。另一个雕像位于莫斯科地铁3號線的游擊隊站。一座位于外伊犁阿拉套，高4108米（13478英尺）的山峰以她的名字命名。1968年，由苏联天文学家塔玛拉·米哈伊洛夫娜·斯米尔诺娃发现的小行星1793以她的名字命名。
卓娅的弟弟亚历山大（1925年 - 1945年4月13日），一个在战斗中死亡的高级苏军中尉，在1945年被追授苏联英雄。

## 争议
卓娅的事迹在20世纪90年代成为了一些媒体争论的主题。
1991年9月，在卓娅去世将近50年之后，一篇署名为Aleksandr Zhovtis的文章刊登在俄罗斯周刊杂志《Argumenty i Fakty》，文章称，当时在佩特里谢沃村并没有德国军队，是卓娅破坏了当地农民的财产，并引起了当地人不满。有关资料来源于一个匿名的学校教师，由Nikolai Anov记录。在文章的末尾，Zhovtis指责斯大林的焦土政策使年轻妇女“不必要”的死亡。随即该文章引发了一系列争论。有一位莫斯科读者来信称他在1958年听一名佩特里谢沃村村民谈到在鉴别“丹娘”身份时的程序极其草率。一个历史学研究生Elena Sinyavskaya发表论文称被处决的并非卓娅而是一个叫Lila Azolina的游击队员。2001年， Kozhemyaka写了篇《卓娅又一次被处决》写到他发现互联网上的Elena写的文章时十分震惊，该文声称卓娅“是狂热的斯大林主义者”“给农民而不是德军带来了损失”“患有精神分裂症”。而对此Elena在2006年的《爱国者》报上声称她除了几句被引用的话外和那篇文章毫无关系，该文是Alexander Menyaylov写的。
1999年，Parlamentskaya工人报出版了彼得·李多夫的笔记。显然，多年来李多夫精心收集了所有关于科斯莫杰米扬斯卡娅的资料。李多夫的笔记说她和Klubkov都是在村子外围睡觉时被村民Semyon Sviridov叫来的德军抓获的，还包括对一名苏联军队俘虏的德国士官的采访。在采访中，德国人承认焚烧房屋对德国士兵的士气造成了负面影响。
2004年，Marius Broekmeyer在他的著作中提到卓娅在德军得到当地农民的马匹供应之前烧毁马厩杀死马匹，这引起了当地农民的愤怒和告发。